# Bucrates capitatus
Bucrates capitatus är en insektsart som först beskrevs av De Geer 1773.  Bucrates capitatus ingår i släktet Bucrates och familjen vårtbitare. Inga underarter finns listade i Catalogue of Life.